# Константин Казаков
 Тази статия е за председателят на ДАНС.  За руския футболист вижте Константин Казаков (футболист).  
Константин Кирилов Казаков е председател на Държавна агенция „Национална сигурност“ от 9 март 2011 г. Заема поста с указ на президента на Република България Георги Първанов по предложение на Министерския съвет с министър-председател Бойко Борисов.

## Биография
Завършва висше образование с неуточнена специалност и образователно-квалификационна степен „магистър“ в Московския минен институт.
Работи в бившата Национална служба „Сигурност“ в МВР от 1993 г. на длъжност разузнавач I степен. Преминал през всички нива на служебната йерархия в Националната служба „Сигурност“, а по-късно и в Държавната агенция „Национална сигурност“, като е заемал последователно длъжностите началник на сектор, началник на отдел и директор на дирекция.
От края на 2009 г. е заместник-председател на Държавната агенция „Национална сигурност“.
Изкарал е след минното си висше образование курсове в Академията на МВР в Симеоново, и в Международната правоохранителна академия в Унгария и в САЩ.

## Оценки
Константин Казаков е абсолютно неизвестна личност до издигането му на поста председател на ДАНС.
След издигането му на важния държавен пост, известния български политик Татяна Дончева отбелязва за Казаков, че е корифей на „руско направление“, както и още, че е „изключителен мозък". Поради публичната неизвестност на Казаков пред обществото, други оценки за дългогодишната му служба в сигурността, не са изказвани.
Пловдивската регионална служба под ръководството на Константин Казаков участва на 4 май 2011 г. в задържането на данъчен служител на НАП-Пловдив с „подкуп“ в размер на 500 лв. (според изтекла информация в медиите – ведно с отдела за борба с организираната престъпност в Пловдив). Ресорен вицепремиер отговарящ за службата под ръководството на Казаков е Цветан Цветанов. Според Татяна Дончева, кандидатурата на Казаков за председател на ДАНС е лансирана от Цветанов. Според Законът за ДАНС, службата участва в дейности свързани с корупционни прояви на лица, заемащи висши държавни длъжности. Според законодателят, лица заемащи висши държавни длъжности са онези изброени в Законът за публичност на имуществото на лица, заемащи висши държавни длъжности (Обн. ДВ. бр.38 от 9 май 2000 г.).